# Mahabe
Mahabe är en ort i Madagaskar.   Den ligger i regionen Melakyregionen, i den nordvästra delen av landet, 300 km nordväst om huvudstaden Antananarivo. Mahabe ligger 293 meter över havet och antalet invånare är 10 000.
Terrängen runt Mahabe är platt. Runt Mahabe är det mycket glesbefolkat, med 2 invånare per kvadratkilometer. Det finns inga andra samhällen i närheten. Omgivningarna runt Mahabe är huvudsakligen savann.